# Глинково (Московская область)
Глинково — село в Сергиево-Посадском районе Московской области, в составе муниципального образования Городское поселение Сергиев Посад (до 29 ноября 2006 года входило в состав Тураковского сельского округа)).

## Население
| 1859 | 1905 |
| ---- | ---- |
| 142  | 184  |

| 2002 | 2006 | 2010 |
| ---- | ---- | ---- |
| 656  | ↗723 | ↘628 |

## География
Глинково расположено примерно в 5 км (по шоссе) на юго-восток от Сергиева Посада, на реке Торгоша, высота центра села над уровнем моря — 218 м. На 2016 год в Глинково зарегистрировано 14 садовых улиц, 2 переулка и проезд, село связано автобусным сообщением с райцентром и соседними населёнными пунктами.

## История
Глинково впервые упоминается в 1425 году. Церковь иконы Божией Матери Корсунская в селе известна с XVII века. Современное каменное однокупольное здание в стиле ампир было построено в 1834 году, действует.